# Lac Tyrrell
Pour les articles homonymes, voir Tyrrell.
Le lac Tyrrell est un lac salé situé dans l'état de Victoria en Australie, au nord de la ville de Sea Lake.
Avec un superficie de 20 860 ha, c'est le plus grand lac salé de l'état.

## Galerie

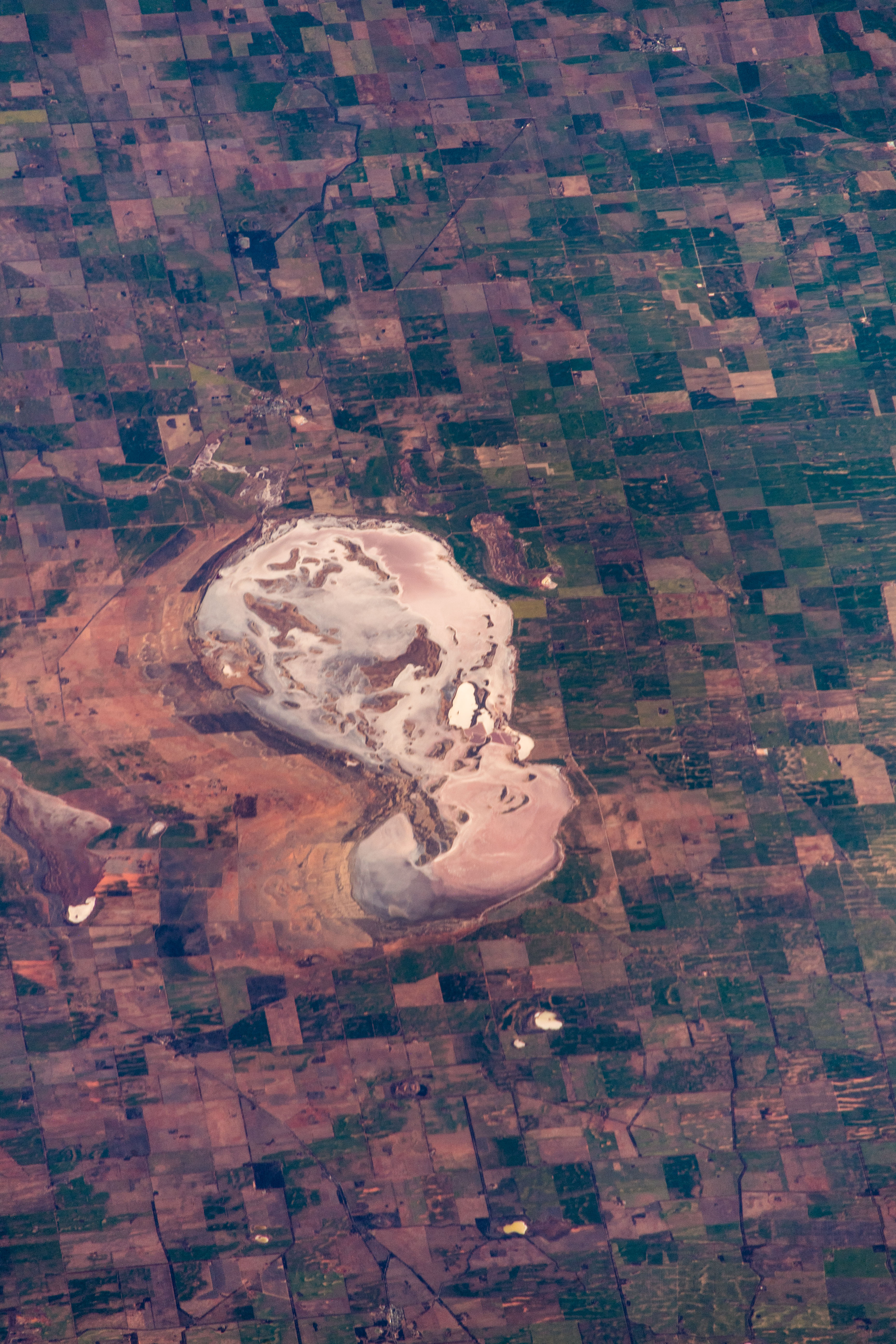
photo satellite en 2018
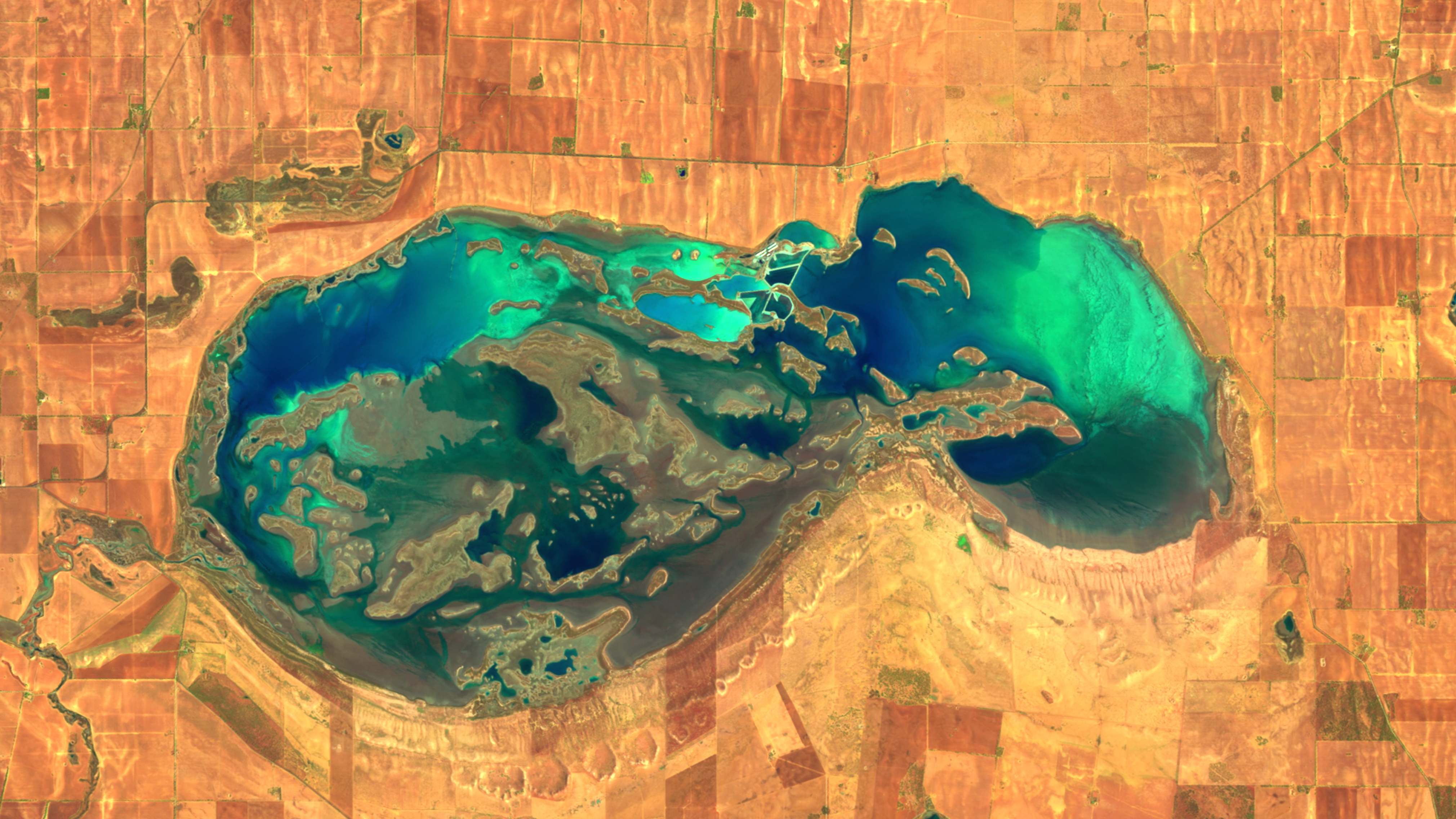
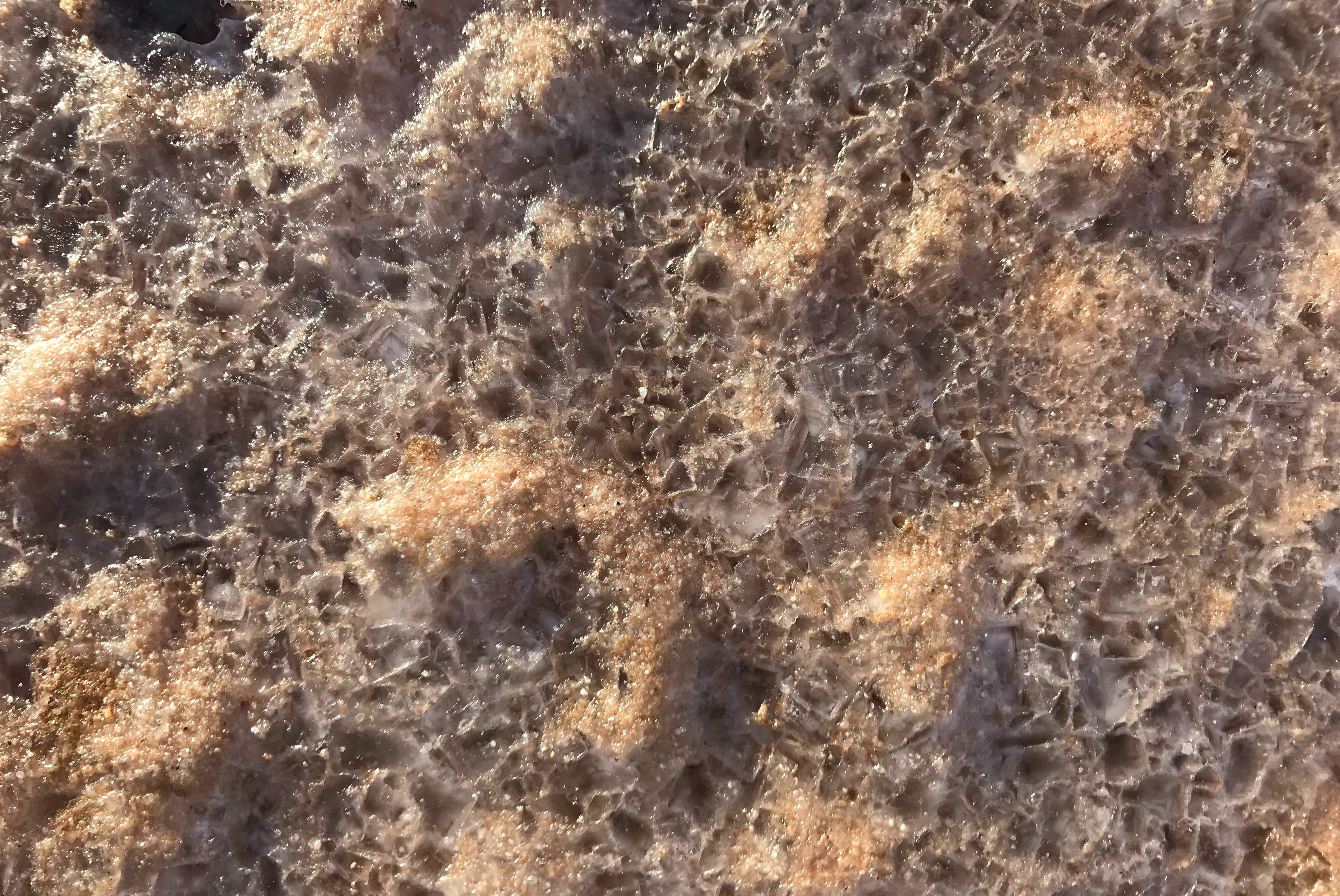
Surface du lac
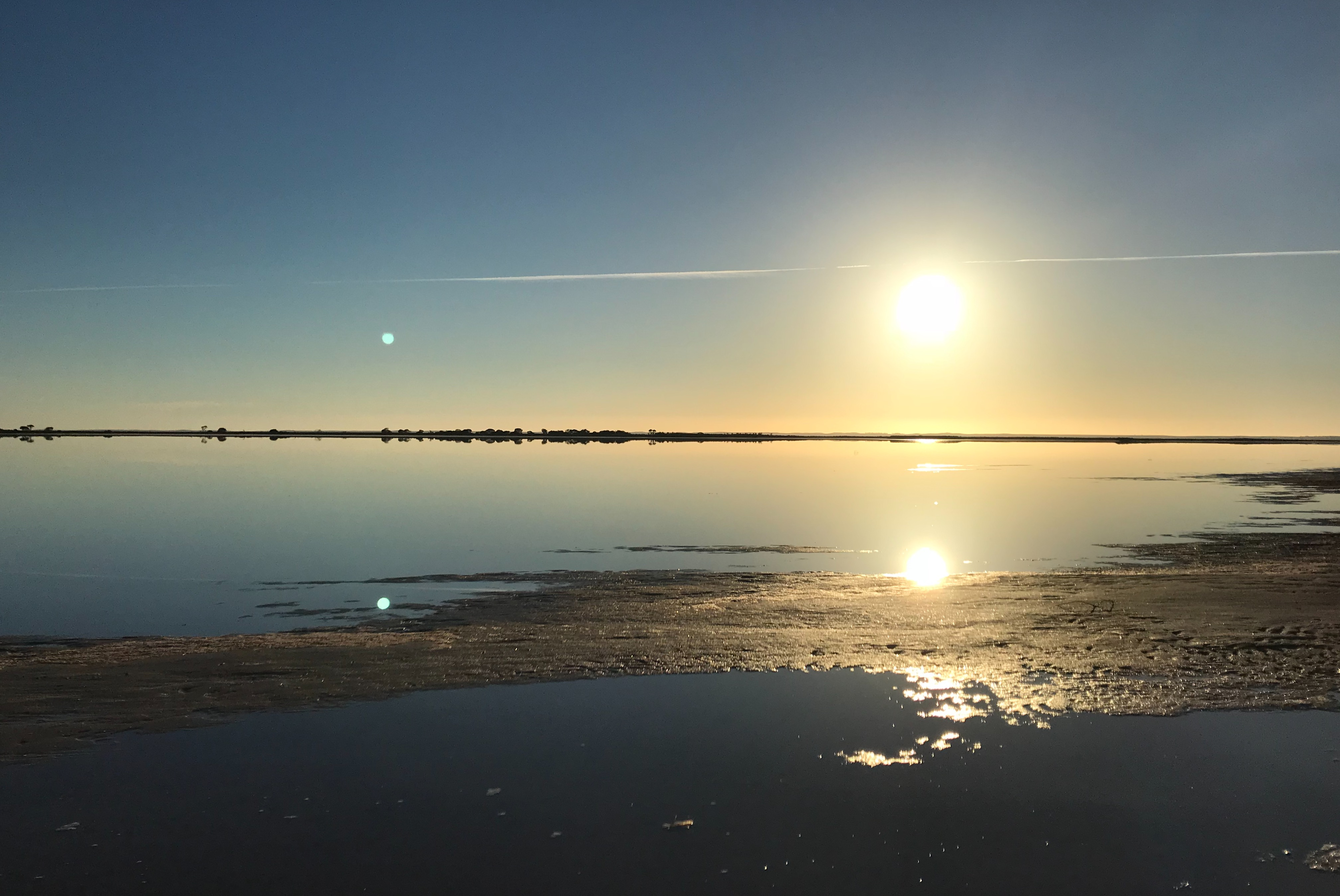
Lever de soleil sur le lac Tyrrell